# Le Piège de feu
Le Piège de feu (titre original : The Burning Maze), est un roman de fantasy écrit par Rick Riordan et paru en langue originale le 1er mai 2018 puis traduit et publié en France le 3 octobre 2018. Il s'agit du troisième tome de la série Les Travaux d'Apollon.

## Résumé
Après être partit de Waystation avec Grover et Meg, Apollon s'aventure dans le labyrinthe et en sort en Californie du Sud. De là, en compagnie de Jason et Piper, ils doivent faire face au troisième empereur : Caligula et son cheval maléfique, Incitatus...